# Megasema pallida
Megasema pallida là một loài bướm đêm trong họ Noctuidae.